# Гентріаконтан
Гентріаконтан — насичений вуглеводень, алкан (C31H64).

## Фізичні властивості
Температура плавлення 67,3 °C;
температура кипіння 458 °C);
Густина d68=0,7808; d70=0,7797 г/см3;
Тиск пари (в мм рт.ст.): 1 (240 °C); 10 (291 °C); 40 (331 °C); 100 (363 °C); 400 (422 °C).

## Ізомерія
Теоретично можливо 10 660 307 791 ізомерів з таким числом атомів.

## Знаходження в природі
Ідентифіковано в природі: в кореневищі родовика лікарського (Sanguisorba officinalis L.); календулі (Calendula officinalis L.); горечавці жовтій (Gentiana lutea L.), у бджолиному воску.